# Chadīdscha bint Chuwailid

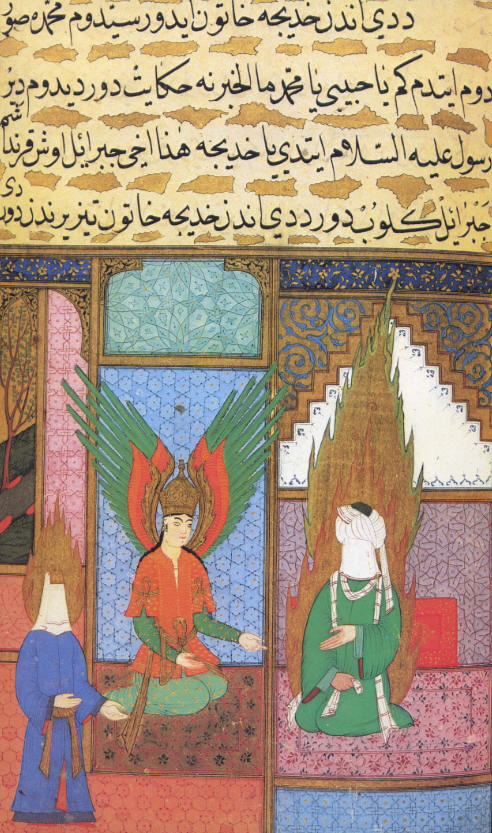
Der Engel Gabriel erscheint im Haus des Propheten Mohammed, während Chadīdscha anwesend ist. Türkische Buchmalerei aus dem Siyer-i Nebi, ca. 1594

Chadīdscha bint Chuwailid (arabisch خديجة بنت خويلد, DMG Ḫadīǧa bint Ḫuwaylid) (geb. um 555; gest. um 619) war die erste Ehefrau Mohammeds und die einzige, mit der Mohammed in Einehe lebte. Sie war die Mutter seiner Töchter Zainab und Fātima sowie dreier weiterer Kinder.

## Leben
Chadīdscha war Tochter von Chuwailid aus dem quraischitischen Clan der Asad. Vor der Ehe mit Mohammed war sie schon zweimal verheiratet gewesen, das erste Mal mit Abū Hāla at-Tamīmī, einem Klienten des mekkanischen Clans der ʿAbd ad-Dār, und das zweite Mal mit ʿUtaiyik (oder ʿAtīk) ibn ʿĀ'idh aus dem mekkanischen Clan der Banū Machzūm. Die Reihenfolge dieser Eheschließungen sowie der ism-Name und die Abstammung von Abū Hāla sind umstritten. Die meisten Überlieferungen besagen, dass sie Abū Hāla zwei Söhne mit den eigentlich weiblichen Namen Hind und Hāla gebar, und ʿUtaiyik eine Tochter mit dem Namen Hind. Von Abū Hāla wurde sie möglicherweise verstoßen, aber ʿUtaiyik hinterließ sie als Witwe. ʿUtaiyiks Neffe as-Sā'ib ibn Abī s-Sā'ib wurde später Mohammeds Handelspartner.
Bevor Chadīdscha Mohammed heiratete, verfügte sie über eigenen Grundbesitz und konnte sich im Handel betätigen, was ihr wahrscheinlich durch das Fortbestehen matrilinearer Verwandtschaftsverhältnisse ermöglicht wurde. Im Jahre 605 oder früher beauftragte sie Mohammed, für sie eine Handelsreise nach Bosra in Syrien zu unternehmen. Nachdem er diese Aufgabe zu ihrer Zufriedenheit erfüllt hatte, bot sie ihm die Ehe an. Bei der Eheschließung soll Chadīdscha durch ihren Onkel ʿAmr ibn Asad vertreten worden sein, während Hamza ibn ʿAbd al-Muttalib Mohammed vertrat. Das Paar lebte dann eine Zeit in einer Wohnung (bait) in dem Haus (dār) ihres Neffen Hakīm ibn Hizām ibn Chuwailid in Mekka. Hakīm war es auch, der ihr den Sklaven Zaid ibn Hāritha besorgte.
Die islamische Überlieferung stellt Chadīdscha als eine treusorgende Ehefrau dar und attestiert ihr große Anteilnahme an den religiösen Erlebnissen ihres Mannes. Ibn Hischām berichtet, dass sie sich bei seinem ersten Offenbarungserlebnis am Berg Hirā' große Sorgen machte und Boten nach ihm ausschickte, da er ungewöhnlich lange wegblieb. Nach dem Erlebnis habe er sich unverzüglich zu ihr begeben, sich eng an ihre Seite gesetzt und ihr von der beängstigenden Begegnung mit dem Engel erzählt, woraufhin sie ihm Zuspruch leistete und ihn aufrichtete. Sofort danach sei sie zu ihrem Cousin Waraqa ibn Naufal, einem mit den „heiligen Schriften“ vertrauten Christen, geeilt, der ihr bestätigte, dass Mohammed der erwartete Prophet seines Volkes sei.
Um herauszufinden, ob Mohammed bei seinen Offenbarungen von einem Engel oder einem gefährlichen Dämon (šaiṭān) aufgesucht wird, soll Chadīdscha einen Test angewandt haben: Als ihm der Engel erschien, forderte sie ihn auf, sich nacheinander auf ihren linken Schenkel, auf ihren rechten Schenkel und in ihren Schoß zu setzen, wobei sie beim letzten Mal zusätzlich ihren Schleier zurückschlug. Bei jedem Mal fragte sie Mohammed, ob er den Engel noch sehe. Während er bei den ersten beiden Malen den Engel noch sah, verschwand dieser, als Mohammed in ihrem Schoß saß und sie den Schleier (ḫimār) zurückgeschlagen hatte. Da wusste sie, dass es sich um einen Engel und keinen Dämon handelte. Zugrunde liegt die Vorstellung, dass ein Engel in der Anwesenheit einer tugendhaften, verschleierten Frau verweilen darf, sich bei anzüglichem Verhalten und Entblößung ihres Körpers aber entfernt, während den Dämon dieses Verhalten nicht gestört hätte.
Nach der islamischen Überlieferung war Chadīdscha die erste Person, die an Mohammeds religiöse Botschaft glaubte. Bei all seinen Auseinandersetzungen mit Gegnern soll sie ihn loyal unterstützt haben. Ibn Hischām beschreibt dies wie folgt:

„Immer wenn Mohammed auf üble Ablehnung und Verleumdung stieß und darüber traurig war, ließ Gott es ihn bei ihr vergessen, sobald er zu ihr nach Hause kam, da sie ihn bekräftigte und stärkte, an ihn glaubte und ihn über das Verhalten der Leute beruhigte.“

Erst nach Chadīdschas Tod im Jahre 619 ging Mohammed weitere Ehen ein. Chadidscha blieb aber die einzige Ehefrau Mohammeds, die ihm mehrere Kinder schenkte. Wie die anderen Ehefrauen gilt sie als eine der „Mütter der Gläubigen“.

## Die Kinder Chadīdschas mit Mohammed
Chadīdscha hatte mit Mohammed mindestens fünf Kinder, nämlich vier Töchter – Fātima, Ruqaiya, Umm Kulthūm und Zainab – und einen Sohn namens al-Qāsim, der schon im Kindesalter starb. Von ihm hatte Mohammed auch seine Kunya Abū l-Qāsim. Neben al-Qāsim erwähnt die Überlieferung noch einen Sohn namens ʿAbdallāh, der jedoch möglicherweise mit al-Qāsim identisch war. Die in der Überlieferung ebenfalls erscheinenden Namen at-Tāhir und at-Taiyib waren Beinamen, die für den einen oder die beiden Söhne verwendet wurden.

## Das Haus von Chadīdscha

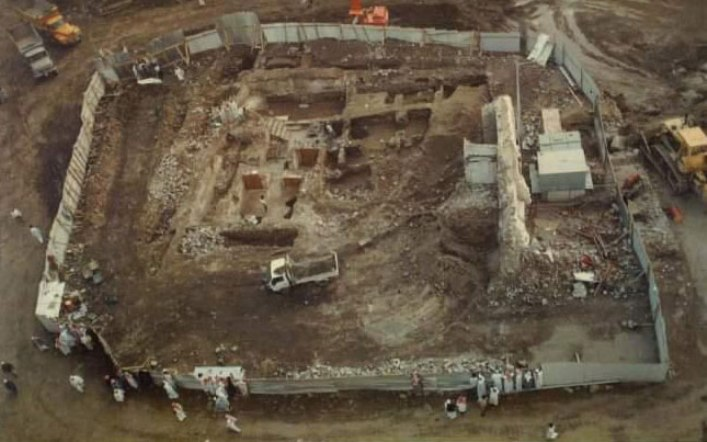
Die Ausgrabungen am Haus von Chadīdscha im Dezember 1989.

Das Haus von Chadīdscha, das sich einige hundert Meter nordwestlich der Kaaba befand, wurde später von dem umaiyadischen Kalifen Muʿāwiya b. Abī Sufyān gekauft und in eine Moschee umgewandelt. Informationen zu Lage, Aufbau und Geschichte dieses Gebäudes finden sich in den mekkanischen Lokalchroniken von al-Azraqī (gest. 839), al-Fākihī (9. Jahrhundert) und al-Fāsī (gest. 1429). Auch verschiedene muslimische und europäische Reisende, die das Haus in der frühen Neuzeit besichtigten, liefern in ihren Reiseberichten Beschreibungen des Hauses, das aufgrund seiner großen Bedeutung in der frühislamischen Geschichte von den muslimischen Gläubigen besonders verehrt wurde.
Nach der Eroberung Mekkas durch die Wahhabiten wurde das Gebäude 1925 zerstört. 1951 erhielt Scheich ʿAbbās Yūsuf Qattān von König Abd al-Aziz ibn Saud die Erlaubnis, an der Stelle ein dreistöckiges Gebäude mit einer Koranschule zu errichten. Als 1989 der äußere Hof der Heiligen Moschee erweitert wurde, wurden die Gebäude in dem Viertel nordwestlich der Moschee abgerissen, darunter auch die Koranschule von Qattān. In der Zeit vom 29. November bis zum 26. Dezember 1989 hatte ein Grabungsteam unter Leitung von Ahmed Zaki Yamani Gelegenheit, das Gelände zu sichten. Die Grabung ist in einem Band der Al-Furqan Islamic Heritage Foundation dokumentiert. Der Band enthält nicht nur zahlreiche photographische Aufnahmen von der Grabungsstätte, sondern auch Grundrisszeichnungen und Rekonstruktionsmodelle des Hauses. Nach dem Ende der Grabungen wurde das Grundstück mit feinem Sand wieder zugeschüttet. Es ist heute vollständig durch Bodenplatten im Umfeld der Heiligen Moschee bedeckt.

## Das Chadīdscha-Buch von Abd al-Hamīd az-Zahrāwī
In den Jahren 1908 bis 1910 widmete der syrisch-arabische Nationalist ʿAbd al-Hamīd az-Zahrāwī (1855–1916) in der panislamischen Zeitschrift al-Manār von Raschīd Ridā Chadīdscha eine Artikelfolge, die 1910 in Buchform gedruckt wurde. Er sah in Chadīdscha ein Musterbeispiel dafür, dass sich die Lebensgeschichte einiger Heldinnen auch für Männer als Vorbild eigne. In der Vorrede verknüpft er die Geschichte der Chadīdscha mit den Rechten von Frauen in der zeitgenössischen arabischen Gesellschaft. Ansonsten handelt es sich über weite Strecken eher um eine idealisierende Geschichte der Araber und der Quraisch als um eine Lebensgeschichte der Chadīdscha.